# Girar bolígrafs

Una combinació de trucs de pen spinning.

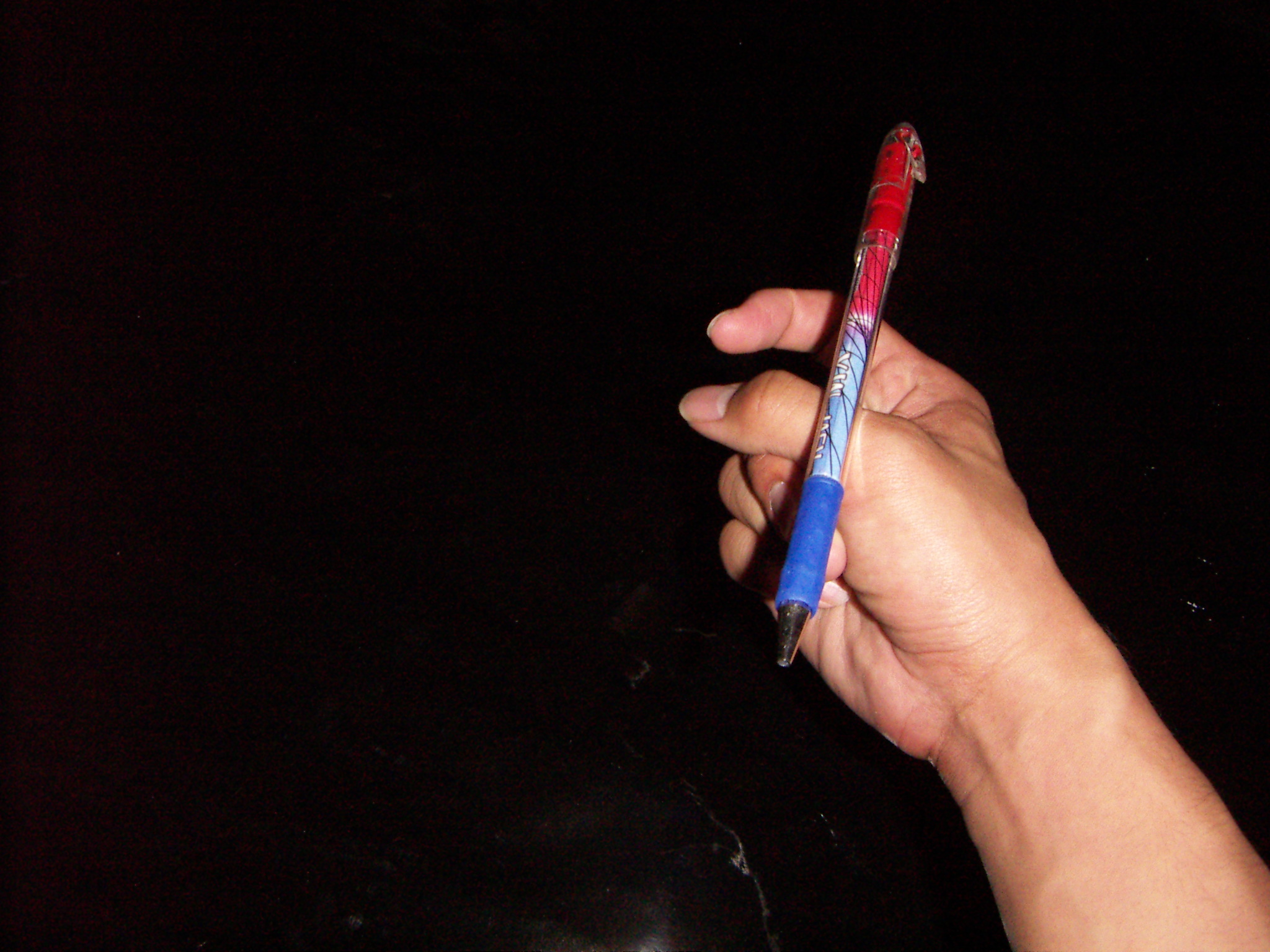
Fotografia d'un HalfTap després de l'empenta.

El girar bolígrafs (en anglès pen spinning) és una habilitat que consisteix a fer una sèrie de moviments amb els dits, fent passar entre ells un bolígraf o un llapis a una velocitat molt elevada.
Malgrat sovint es considera una forma d'entreteniment (en un ambient escolar o d'oficina), de tant en tant se celebren competicions i trobades internacionals. És una forma de malabarisme de contacte, considerat per alguns com un esport.
El pen spinning és anomenat també "pen mawashi", o d'una manera més despectiva, "rōnin mawashi" (spinning dels estudiants) al Japó, on el passatemps ha estat popular des dels anys 70. Allà, l'Associació Japonesa de Pen Spinning s'esforça actualment per promoure aquesta ambiciosa forma d'art. Malgrat els seus orígens no són gaire clars, el pen spinning ha guanyat popularitat ràpidament a través dels vídeos penjats a internet i dels fòrums.
Segons Masaki Tsukada, representant dels pen spinners japonesos, hi ha moviments al voltant de l'habilitat tant a Corea del Sud com als Estats Units.

## Espais entre dits, notació i descomposicions
Els "Spinners" (Giradors de bolis) fan servir diversos sistemes, símbols i abreviacions, així com formes escurçades, per ajudar-los a expressar les diferents maneres de les quals es pot fer girar el boli.

### Sistema d'espais entre dits
Els pen spinners han adoptat un conveni de números i lletres per referir-se als dits, i als espais entre ells ("Finger Slots"). Els dits es numeren seqüencialment des de l'1 (l'índex), fins al 4 dit petit. El polze es designa amb la lletra T. Els espais entre dits es representen combinant qualssevol dos dels anteriors. Per exemple, l'espai entre el dit del mig i l'anular s'anomenaria 23. Un boli sostingut entre l'índex i el dit petit es trobaria a l'espai 14. Sovint l'espai entre el polze i l'índex, prop del palmell de la mà s'anomena TF (ThumbFlap), mentre que l'espai entre les puntes de l'índex i el polze s'anomena T1. La palma de la mà de vegades s'escriu P.

### Notació
Cada sistema de notació consisteix en una combinació d'abreviacions i maneres curtes d'anomenar els trucs, així com la seva direcció segons el sistema d'espais entre dits. Els sistemes de notació van del més formal (i més detallat) al més informal (pràcticament sense detalls). El sistema següent s'utilitza sovint:
- Modificador: Un modificador ("Modifier") afegeix aspectes addicionals al truc base. Els modificadors poden no ser necessaris segons el truc del qual estiguem parlant. Els modificadors sovint s'abrevien:
  - Inverted (Inv.): El truc es realitza per l'altra cara de la mà.
  - Fingerless (Fl): El truc es realitza sense empènyer el bolígraf amb els dits (empenyent-lo només amb un gest de la mà).
  - Continuous (Cont.): El truc es realitza diverses vegades consecutives de forma fluida. Per indicar les vegades que es repeteix se n'escriu el número darrere una x (p.ex. Cont Fl TA x4 es refereix a un ThumbAround realitzat sense donar empenta amb els dits, i fet quatre vegades seguides).
  - Palm down: El truc es realitza amb el palmell de la mà cap avall.
  - Palm sideways (Palm side.): El truc es realitza amb el palmell de costat (Perpendicular a la taula o amb un angle per sota els 45°).
  - Palm up: El truc es realitza amb el palmell de la mà cap amunt.
- Nom del truc: Aquí hi va el truc base. El nom del truc no es pot ometre, però es pot abreviar en alguns casos (p.ex., ThumbAround ("Al voltant del polze") s'abrevia sovint com a TA).
- Direcció: Aquest apartat es refereix a la direcció de la rotació del boli durant el truc. Si la direcció s'omet, se sobreentén que és "Normal". Si va en el sentit contrari es diu que és Reverse (Invers), i es pot abreviar com Rev..
- Nombre de voltes: Aquest és el total de voltes que el boli farà al llarg del truc. Si s'omet, s'entén que es refereix a la quantitat de voltes que es fa habitualment per defecte amb el truc en qüestió.
- Posició inicial: Aquí hi va l'espai o la posició en què es troba el boli quan es comença el truc. Si s'omet, com amb el nombre de voltes, s'entén que és la posició que es fa per defecte.
- Posició final: Aquí hi va l'espai entre dits o la posició en què es trobarà el boli quan s'acabi el truc. Com abans, si s'omet es considera que és la posició per defecte. Quan s'escriu un truc, es posa un guió ("-") entre les posicions inicial i final.

Així, per exemple, un Sonic realitzat per l'altra banda de la mà, començant entre el dit petit i el dit del mig, i acabant un forat més amunt s'escriuria Inverted Sonic 34-23, i un Charge de 4 voltes en la direcció contrària a l'habitual, fet entre els dits índex i mitger, s'escriuria Charge Reverse 4.0 12
(Noti's que en el cas del Sonic, com que és un modificador, "Inverted" va al davant, mentre que l'atribut "Reverse" s'escriu al darrere)

### Descomposicions
Les descomposicions (Breakdowns) són anotacions dels híbrids (una barreja d'uns quants trucs "interromputs") i dels combos (combinacions d'híbrids i/o altres trucs), que es fan servir per definir com es realitzen. Les descomposicions més simples només tenen un signe ">" entre els trucs, per mostrar com estan connectats. Les més formals fan servir altres símbols per ensenyar diferents aspectes de les connexions entre trucs, com per exemple el moment en què s'ha d'interrompre un truc per començar el següent. Cap dels formats es fa servir sempre, i sovint els formats deriven de com els han escrit els spinners en algun moment.

### Vocabulari extra
Els spinners, a més dels conceptes que hem vist a l'apartat de notació, també fan servir altres paraules per descriure els trucs, les combinacions i els bolígrafs:
- 1p1h, 1p2h, 2p1h, i 2p2h: Abreviat de l'anglès One pen, one hand" (Un bolígraf, una mà), "One pen, two hands" (Un bolígraf, dues mans), etc. Indicació del nombre de bolígrafs i mans utilitzades en un combo.

- Counter: Truc interromput a la meitat per seguidament tornar enrere fins a la posició inicial.
- Harmonic: Un Harmonic és un híbrid en què es realitza un truc seguit del seu invers, per tornar a la posició inicial i repetir (p.ex. un ThumbAround enllaçat amb un ThumbAround Reverse).

- Fall: Un fall (En anglès, "caiguda") consisteix a realitzar un truc diverses vegades seguides, fent que el boli vagi passant d'espai en espai des de 12 fins a 34.
- Rise: En un rise (En anglès, "aixecar-se"), es realitza el desplaçament contrari al del Fall, pujant d'espai en espai des de 34 fins a 12.
- Mapping: Realització d'un truc des de posicions de dits i de la mà diferents. (i.e. Sonic 12, Sonic 34, Palm Down Sonic 12, etc).
- Spam: Mot despectiu que es fa servir per indicar que es repeteixen moltes vegades els mateixos trucs dins un combo, generalment tornant-lo avorrit.

- Link: S'anomena Link a la manera de passar d'un truc a un altre. (i.e. com he d'agafar el boli al final d'un Sonic, si després vull fer un Shadow)
- Spin: Categoria de trucs que es basen a deixar anar el bolígraf per tal que giri sobre alguna part de la mà.
- Stall: Categoria de trucs que es basen a aturar el moviment del bolígraf, normalment deixant-lo en equilibri en algun punt de la mà.

- Modding: Creació de modificacions de bolígrafs (Pen mods) a partir de peces de bolígrafs normals.
- Moment: Inèrcia que té el bolígraf degut al pes que té a les puntes. També es diu per referir-se a la inèrcia que porta el boli en un moment donat del truc.

## Trucs Fonamentals
Al Pen Spinning hi ha 4 trucs bàsics que s'acostumen a aprendre primer. Són els següents:

### ThumbAround

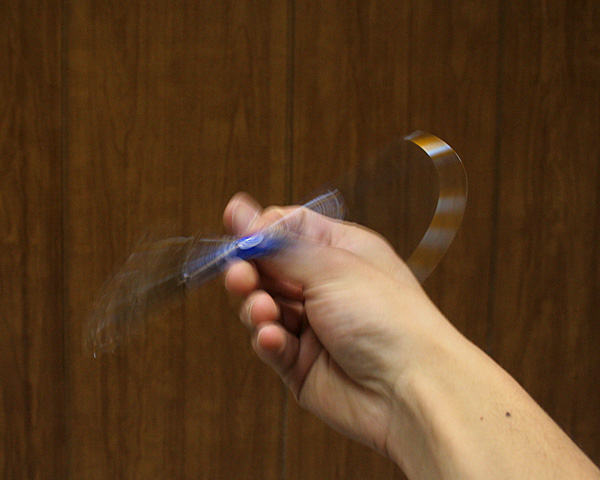
Fotografia d'un "ThumbAround"

El ThumbAround Normal (conegut anteriorment com a "360° Normal") consisteix a empènyer el boli fent servir qualsevol dit excepte el polze (normalment el mitger), fent que faci una volta al voltant del polze, degut a l'impuls donat, i atrapant-lo després entre el polze i un altre dit. Les variacions d'aquest truc inclouen el ThumbAround Reverse (fent anar el boli en la direcció contrària: empenyent amb l'índex i recollint on començaria el Normal), i el ThumbSpin (nom que se li dona al truc quan el boli realitza un gir més llarg sobre el polze abans de ser atrapat, habitualment 1.5)

### Pass/FingerPass
El Pass Normal tracta de realitzar un gir de 0.5 revolucions anant d'un espai entre dits a un altre. Si el Pass es fa per la banda del palmell de la mà, amb el palmell de costat, el bolígraf baixa, mentre que si el fem per l'altra banda de la mà, puja. (Això respon al fet que en els dos casos el boli gira en el mateix sentit. Si volem dur a terme les altres dues possibilitats, es tractarà d'un Pass Reverse). 
Una combinació de Pass que faci rodar el boli al voltant de tota mà, començant i acabant a l'espai 12, s'anomena FingerPass.

### Sonic

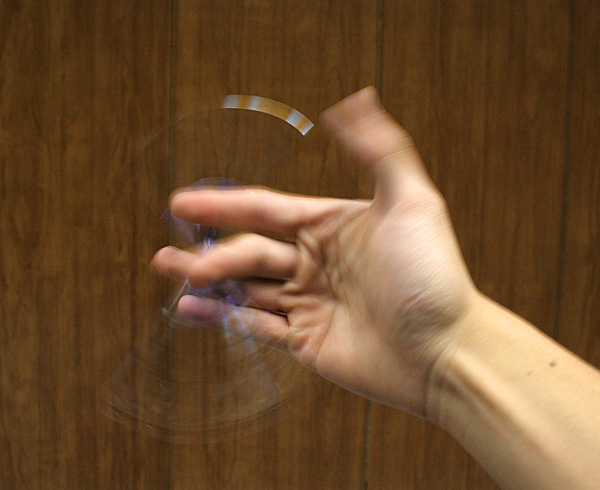
Fotografia d'un Sonic.

La idea rere el Sonic és moure el bolígraf tan de pressa com sigui possible d'un espai a un altre. Al Sonic Normal, el bolígraf es troba en un dels espais en què el polze no intervé, i se'l fa girar (una revolució) amb un moviment cònic cap a un altre espai que es trobi més amunt, passant pel darrere dels dits que quedin enmig.

### Charge
El Charge Normal no tracta de fer passar el boli al voltant de cap dit o part del cos, sinó que és un truc que es realitza en un sol espai entre dits. Bàsicament consisteix a fer un gir cònic en un dels espais, habitualment de diverses revolucions seguides, malgrat en notació es considera una sola revolució com el nombre de voltes per defecte. Si el realitzem amb la mà dreta, el Charge Normal fa girar el boli en sentit horari; realitzat amb l'esquerra anirà en antihorari (Amb les altres combinacions estaríem parlant d'un Charge Reverse). Aquest truc és molt popular entre els percussionistes, que el fan utilitzant les baquetes en el lloc dels bolígrafs.

## Modificacions de bolígrafs
Els pen spinners acostumen a modificar els bolígrafs (fer pen mods), per tal de millorar-los de cara a la realització de trucs. Un bolígraf modificat acostuma a ser una tija feta d'un o dos bolígrafs, ajuntada amb altres peces extretes de bolígrafs diferents (i.e. mànecs de goma i puntes metàl·liques). Aquestes modificacions, a part d'aportar una estètica més original, habitualment el que busquen és afegir inèrcia al bolígraf per facilitar que mantinguin la rotació durant els trucs, així com evitar que rellisquin per les puntes quan es realitzen trucs que requereixen agafar-les. Els bolígrafs i parts utilitzades per fer un pen mod poden ser qualssevol, però hi ha certes combinacions que són especialment populars entre els spinners, a les quals els seus creadors van posar nom. Alguns dels noms que s'escolten sovint són Comssa, RSVP MX, Waterfall, Dr. KT, i Buster CYL.